# Audi A8
Audi A8 – samochód osobowy klasy luksusowej produkowany pod niemiecką marką Audi od 1994 roku. Od 2017 roku produkowana jest czwarta generacja modelu.

## Pierwsza generacja

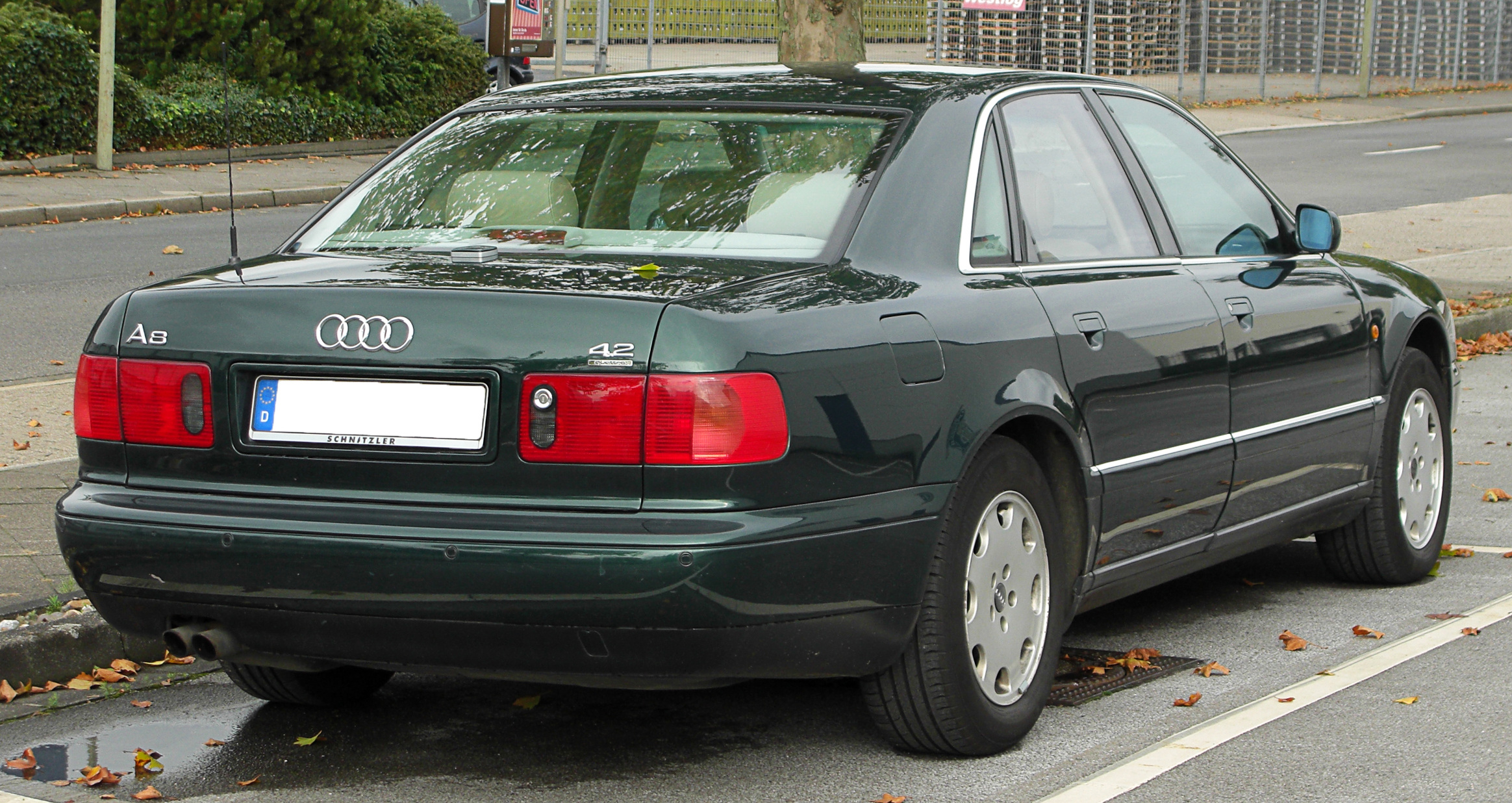
Audi A8 I (D2) – tył

Audi A8 I zostało zaprezentowane po raz pierwszy w 1994 roku.
A8 pierwszej generacji oznaczone symbolem D2 zadebiutowało w 1994 roku. W przeciwieństwie do swojego poprzednika, Audi V8, samochód charakteryzował się konstrukcją samonośną wykonaną w całości z aluminium. Rozwiązanie to pozwoliło na redukcję masy własnej pojazdu. Model występował w wersji ze standardowym oraz z przedłużanym (A8L) rozstawem osi.
Audi A8 dostępne było standardowo w przednionapędowej konfiguracji, konkurencja w segmencie wyposażona była standardowo w napęd tylny. Z najmocniejszymi jednostkami (V8 3.3 TDI oraz V8 4.2, później także W12 6.0) w standardzie występował napęd quattro wykorzystujący układ Torsen.
Do napędu używano benzynowych silników V6 2.8 (174 KM, od 1996 – 193 KM), V8 3.7 (230 / 260 KM) oraz V8 4.2 (300 / 310 KM – zwiększono liczbę zaworów do 5 na cylinder), także mocniejszych V8 4.2 (340 / 360 KM) w wersji S8 i wysokoprężnych V6 2.5 TDI (150 / 180 KM) oraz V8 3.3 TDI (225 KM). Od 2001 dostępna była benzynowa jednostka W12 6.0 o mocy 420 KM. Powstało 750 egzemplarzy w tej konfiguracji. Samochody z mocniejszymi jednostkami napędowymi wyposażone były w elektroniczną blokadę prędkości przy 250 km/h.
W 1999 roku przeprowadzono pierwszy facelifting, zmodernizowano wygląd przednich reflektorów oraz kabinę pasażerską.
Na rynek północnoamerykański model trafił wraz z wdrożeniem do produkcji rocznika 1997. Samochód doczekał się wówczas kilku modernizacji, standardowe wyposażenie obejmowało m.in. sześć poduszek powietrznych. Produkcję I generacji zakończono we wrześniu 2002 roku.
Pierwsza generacja modelu powstała także w wersji sportowej- Audi S8 D2. Napęd stanowił silnik V8 4.2 o mocy 340, a od 1999 360 koni mechanicznych. Modyfikacjom poddano także układ hamulcowy, zawieszenie oraz koła, nadwozie wyposażono w kilka sportowych akcentów. Odmiana ta występowała z 6 biegową manualną skrzynią biegów, jak i z 5 biegową przekładnią automatyczną.
A8 to pierwszy wielkoseryjnie produkowany samochód osobowy którego konstrukcję wykonano wyłącznie przy użyciu aluminium. Koncepcja aluminiowej konstrukcji samochodu opracowana przez Audi AG nosi nazwę Audi Space Frame (ASF).

### Dane techniczne
| Wersja                | Silnik:                            | Układ zasilania:      | Średnica × skok tłoka: | St. sprężania:     | Moc maksymalna:                    | Maks. moment obrotowy           | 0–100 km/h:        | V-max:             | Śr. zuż. paliwa / 100 km: |
| Silniki benzynowe:    | Silniki benzynowe:                 | Silniki benzynowe:    | Silniki benzynowe:     | Silniki benzynowe: | Silniki benzynowe:                 | Silniki benzynowe:              | Silniki benzynowe: | Silniki benzynowe: | Silniki benzynowe:        |
| --------------------- | ---------------------------------- | --------------------- | ---------------------- | ------------------ | ---------------------------------- | ------------------------------- | ------------------ | ------------------ | ------------------------- |
| 2.8 12V               | V6 2,8 l (2771 cm³), SOHC          | wtrysk                | 82,50 × 86,40 mm       | 10,0:1             | 174 KM (128 kW) przy 5500 obr./min | 250 N·m przy 3000 obr./min      | 9,1 s              | 225 km/h           | b.d.                      |
| 2.8 30V               | V6 2,8 l (2771 cm³), DOHC          | wtrysk Bosch Motronic | 82,50 × 86,40 mm       | 10,6:1             | 193 KM (142 kW) przy 6000 obr./min | 280 N·m przy 3200 obr./min      | 8,4 s              | 236 km/h           | 9,9 l                     |
| 3.7                   | V8 3,7 l (3697 cm³), DOHC          | wtrysk Bosch Motronic | 84,50 × 82,40 mm       | 10,8:1             | 230 KM (169 kW) przy 5500 obr./min | 315 N·m przy 2700 obr./min      | 8,7 s              | 247 km/h           | 12,0 l                    |
| 3.7                   | V8 3,7 l (3697 cm³), DOHC          | wtrysk Bosch Motronic | 84,50 × 82,40 mm       | 11,0:1             | 260 KM (191 kW) przy 6000 obr./min | 350 N·m przy 3250 obr./min      | 8,1 s              | 250 km/h           | b.d.                      |
| 4.2 quattro           | V8 4,2 l (4172 cm³), DOHC          | wtrysk Bosch Motronic | 84,50 × 93,00 mm       | 10,8:1             | 300 KM (220 kW) przy 6000 obr./min | 400 N·m przy 3300 obr./min      | 7,3 s              | 249 km/h           | b.d.                      |
| 4.2 quattro           | V8 4,2 l (4172 cm³), DOHC          | wtrysk Bosch Motronic | 84,50 × 93,00 mm       | 11,0:1             | 310 KM (228 kW) przy 6200 obr./min | 410 N·m przy 3000-4000 obr./min | 6,9 s              | 250 km/h           | 12,9 l                    |
| S8 32v                | V8 4,2 l (4172 cm³), DOHC          | wtrysk                | 84,50 × 93,00 mm       | 10,8:1             | 340 KM (250 kW) przy 6600 obr./min | 410 N·m przy 3500 obr./min      | 5,5 s              | 250 km/h           | 12,7 l                    |
| S8 40v                | V8 4,2 l (4172 cm³), DOHC          | wtrysk                | 84,50 × 93,00 mm       | 11,0:1             | 360 KM (265 kW) przy 7000 obr./min | 430 N·m przy 3400 obr./min      | 5,4 s              | 250 km/h           | 13,7 l                    |
| 6.0                   | W12 6,0 l (5998 cm³), DOHC         | wtrysk Bosch Motronic | 84,00 × 90,20 mm       | 10,75:1            | 420 KM (309 kW) przy 6000 obr./min | 550 N·m przy 4250 obr./min      | 5,8 s              | 250 km/h           | 14,6 l                    |
| Silniki wysokoprężne: |                                    |                       |                        |                    |                                    |                                 |                    |                    |                           |
| 2.5 TDI               | V6 2,5 l (2496 cm³), DOHC, turbo   | wtrysk                | 78,30 × 86,40 mm       | 19,5:1             | 150 KM (110 kW) przy 4000 obr./min | 310 N·m przy 1500-3200 obr./min | 9,9 s              | 220 km/h           | 7,3 l                     |
| 2.5 TDI               | V6 2,5 l (2496 cm³), DOHC, turbo   | wtrysk                | 78,30 × 86,40 mm       | 18,5:1             | 180 KM (132 kW) przy 4000 obr./min | 370 N·m przy 1500-2500 obr./min | 8,8 s              | 227 km/h           | b.d.                      |
| 3.3 TDI               | V8 3,3 l (3328 cm³), DOHC, 2xturbo | wtrysk Common Rail    | 78,30 × 86,40 mm       | 18,5:1             | 224 KM (165 kW) przy 4000 obr./min | 480 N·m przy 1800-3000 obr./min | 8,2 s              | 242 km/h           | 9,7 l                     |

## Druga generacja

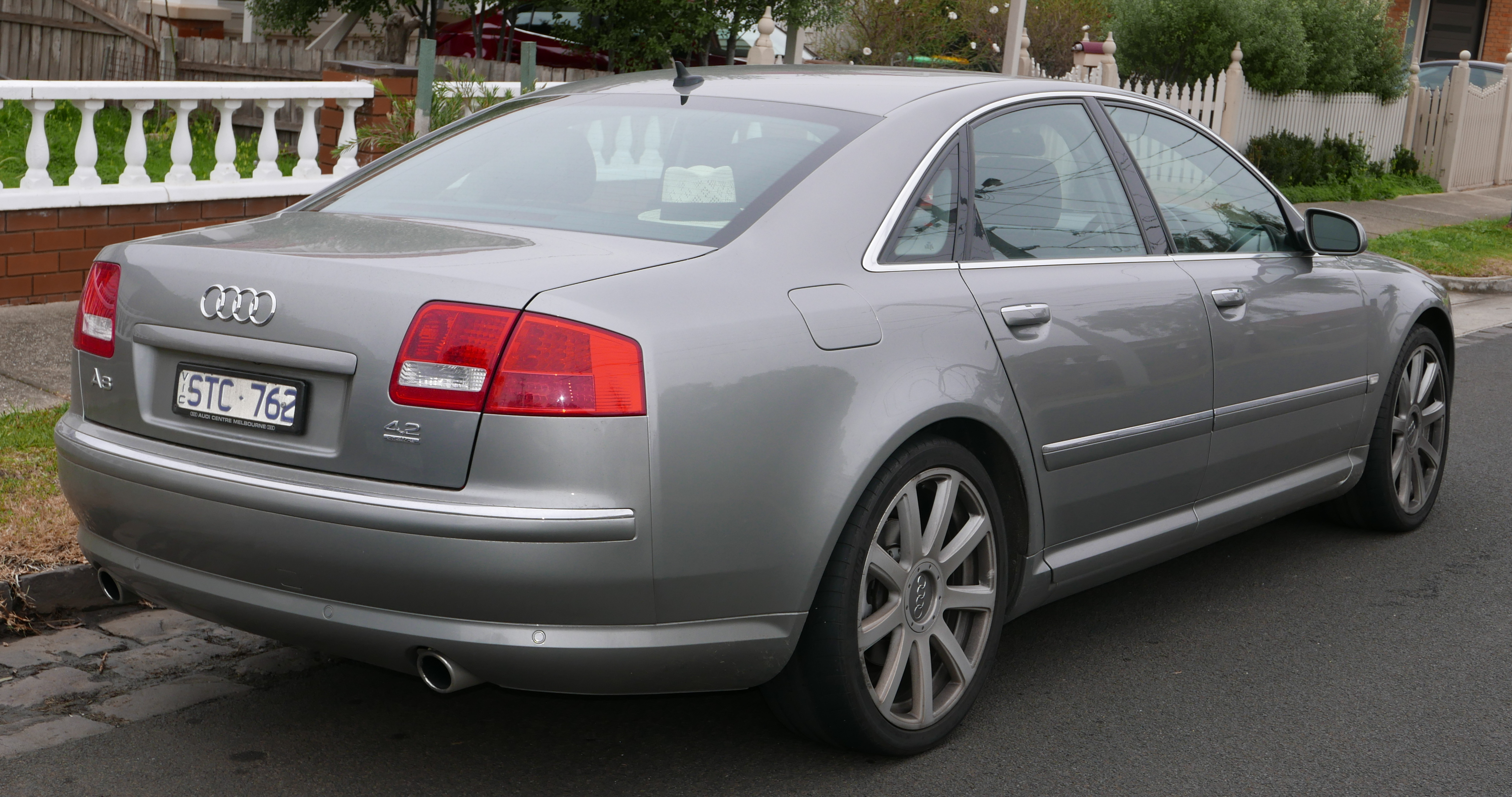
Audi A8 II (D3) – tył

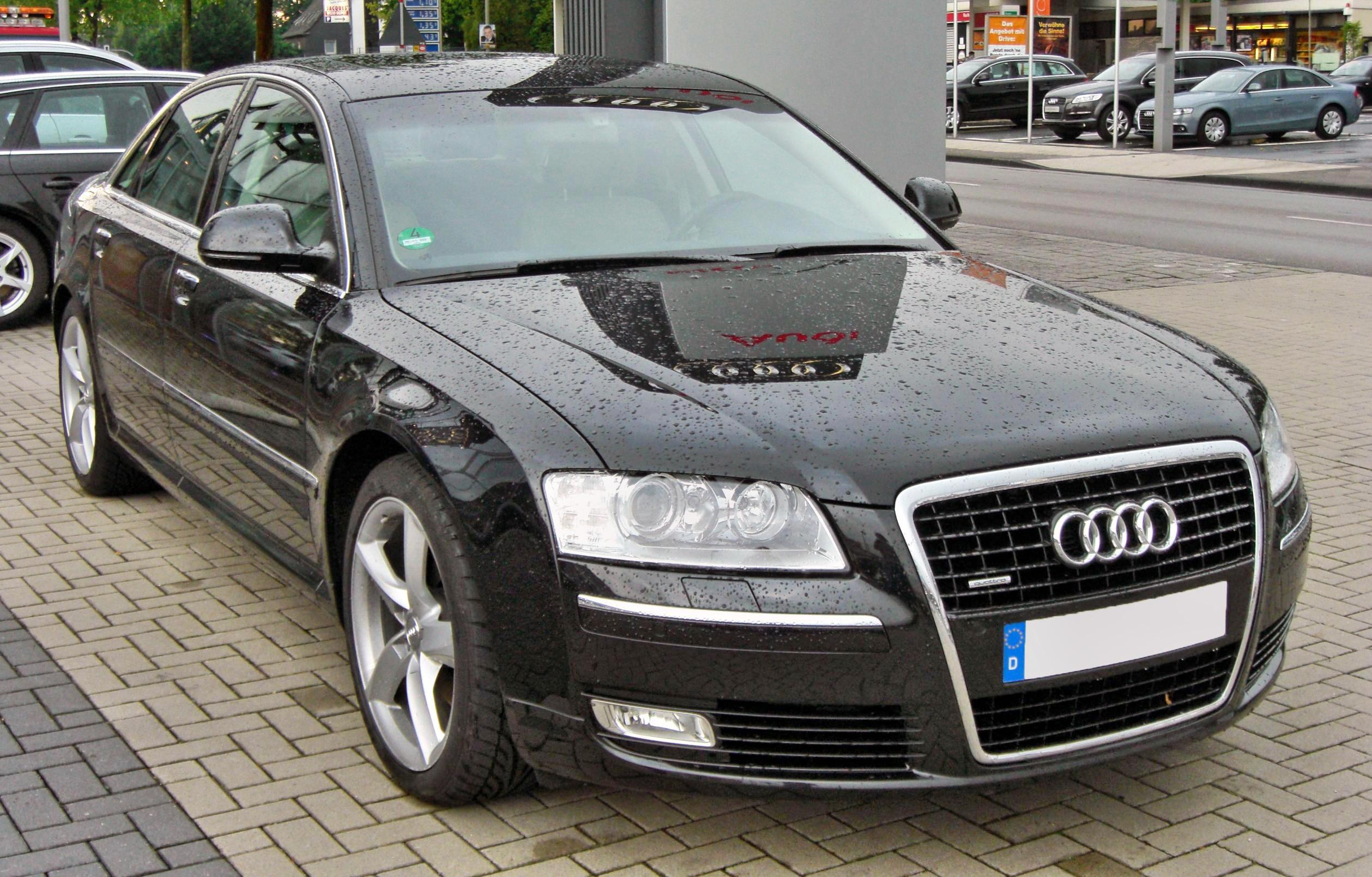
Audi A8 II (D3) po liftingu

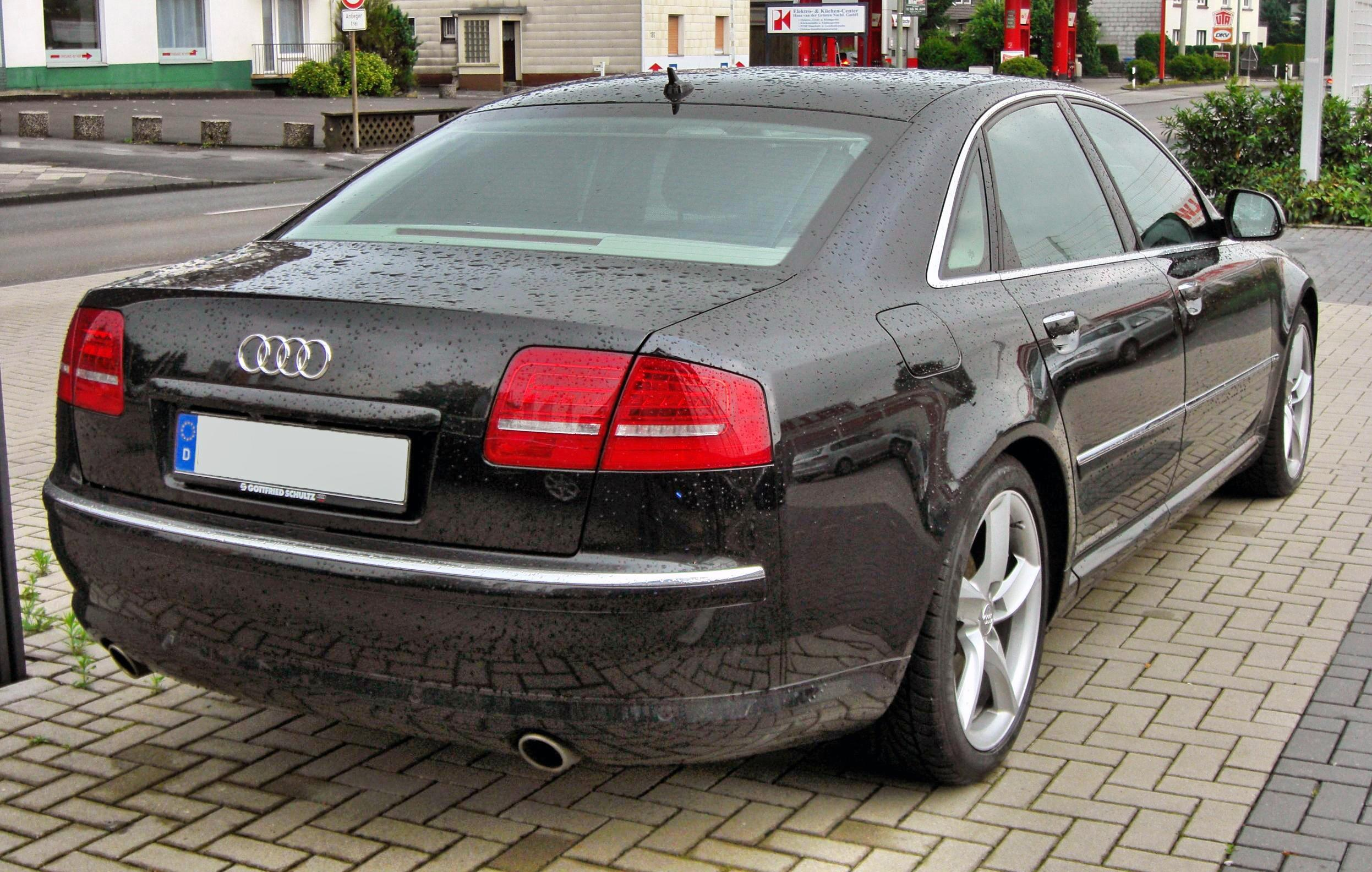
Audi A8 II (D3) – tył po liftingu

Audi A8 II zostało zaprezentowane po raz pierwszy w 2002 roku.
A8 drugiej generacji oznaczony symbolem D3 trafił na rynek europejski w listopadzie 2002 roku. W porównaniu z poprzednikiem powiększono wymiary nadwozia oraz rozstaw osi. Podobnie jak A8 D2, D3 występowało także w wersji z przedłużanym rozstawem osi. Od 2005 roku do gamy jednostek napędowych dołączyły nowoczesne silniki benzynowe z układem zasilania FSI. Napęd przenoszony był na oś przednią lub na obie osie (quattro). Za przekazanie momentu obrotowego na koła odpowiedzialna była 6-biegowa automatyczna skrzynia biegów Tiptronic.
W 2005 roku zmodernizowany został wygląd atrapy chłodnicy – najpierw dla wersji W12 o pojemności 6.0L, z kolei warianty V8 otrzymały nowy grill z następnym rokiem. Podobnie jak w przypadku pierwszej generacji, stworzono też wersję S8. Do jej napędu użyto silnika V10 5.2 z wtryskiem FSI o mocy 450 KM. Oprócz tego samochód wyróżniał się sztywniejszym zawieszeniem, ceramicznymi tarczami hamulcowymi oraz większymi oponami. Rocznik 2008 (produkcja od sierpnia 2007) przeszedł kolejny facelifting, zaimplementowano w nim także nowe systemy wspomagające kierowcę, Audi Side Assist – wykrywający pojazdy w martwym polu lusterek bocznych oraz Audi Lane Assist – reagujący gdy kierowca podejmuje się manewru zmiany pasa ruchu bez uprzedniej sygnalizacji. Produkcję II generacji zakończono w listopadzie 2009 roku.

### Dane techniczne
| Wersja                | Silnik:                             | Układ zasilania:       | Średnica × skok tłoka: | St. sprężania:     | Moc maksymalna:                         | Maks. moment obrotowy           | 0–100 km/h:        | V-max:             | Śr. zuż. paliwa / 100 km: |
| Silniki benzynowe:    | Silniki benzynowe:                  | Silniki benzynowe:     | Silniki benzynowe:     | Silniki benzynowe: | Silniki benzynowe:                      | Silniki benzynowe:              | Silniki benzynowe: | Silniki benzynowe: | Silniki benzynowe:        |
| --------------------- | ----------------------------------- | ---------------------- | ---------------------- | ------------------ | --------------------------------------- | ------------------------------- | ------------------ | ------------------ | ------------------------- |
| 2.8 FSI               | V6 2,8 l (2773 cm³), DOHC           | wtrysk bezpośredni FSI | 84,50 × 82,40 mm       | 12,5:1             | 210 KM (154 kW) przy 5500-6800 obr./min | 280 N·m przy 3000-5000 obr./min | 8,0 s              | 238 km/h           | 8,3 l                     |
| 3.0 V6 30V            | V6 3,0 l (2976 cm³), DOHC           | wtrysk Bosch Motronic  | 82,50 × 92,80 mm       | 10,5:1             | 220 KM (162 kW) przy 6300 obr./min      | 300 N·m przy 3200 obr./min      | 7,9 s              | 242 km/h           | 9,6 l                     |
| 3.2 FSI               | V6 3,2 l (3123 cm³), DOHC           | wtrysk bezpośredni FSI | 84,50 × 92,80 mm       | 12,5:1             | 260 KM (191 kW) przy 6500 obr./min      | 330 N·m przy 3250 obr./min      | 7,7 s              | 250 km/h           | 9,8 l                     |
| 3.7 V8                | V8 3,7 l (3697 cm³), DOHC           | wtrysk Bosch Motronic  | 84,50 × 82,40 mm       | 11,0:1             | 280 KM (206 kW) przy 6000 obr./min      | 360 N·m przy 3750 obr./min      | 7,3 s              | 250 km/h           | 11,7 l                    |
| 4.2 V8                | V8 4,2 l (4172 cm³), DOHC           | wtrysk Bosch Motronic  | 84,50 × 93,00 mm       | 11,0:1             | 335 KM (246 kW) przy 6500 obr./min      | 430 N·m przy 3500 obr./min      | 6,3 s              | 250 km/h           | 11,9 l                    |
| 4.2 FSI               | V8 4,2 l (4163 cm³), DOHC           | wtrysk bezpośredni FSI | 84,50 × 92,80 mm       | 12,5:1             | 350 KM (257 kW) przy 6800 obr./min      | 440 N·m przy 3500 obr./min      | 6,1 s              | 250 km/h           | 10,9 l                    |
| S8                    | V10 5,2 l (5204 cm³), DOHC          | wtrysk bezpośredni FSI | 84,50 × 92,80 mm       | 13,0:1             | 450 KM (331 kW) przy 7000 obr./min      | 540 N·m przy 3500 obr./min      | 5,1 s              | 250 km/h           | 13,4 l                    |
| 6.0 W12               | W12 6,0 l (5998 cm³), DOHC          | wtrysk Bosch Motronic  | 84,00 × 90,20 mm       | 10,75:1            | 450 KM (331 kW) przy 6200 obr./min      | 580 N·m przy 4000-4700 obr./min | 5,2 s              | 250 km/h           | 13,8 l                    |
| Silniki wysokoprężne: |                                     |                        |                        |                    |                                         |                                 |                    |                    |                           |
| 3.0 TDI V6            | V6 3,0 l (2967 cm³), DOHC, turbo    | common rail            | 83,00 × 91,40 mm       | 17,0:1             | 233 KM (171 kW) przy 4000 obr./min      | 450 N·m przy 1400-3250 obr./min | 7,8 s              | 243 km/h           | 8,4 l                     |
| 4.0 TDI V8            | V8 4,0 l (3936 cm³), DOHC, 2x turbo | common rail            | 81,00 × 95,50 mm       | 17,5:1             | 275 KM (202 kW) przy 3750 obr./min      | 650 N·m przy 1800-2500 obr./min | 6,7 s              | 250 km/h           | 9,6 l                     |
| 4.2 TDI V8            | V8 4,2 l (4134 cm³), DOHC, 2xturbo  | common rail            | 83,00 × 95,50 mm       | 16,5:1             | 326 KM (240 kW) przy 3750 obr./min      | 650 N·m przy 1600-3500 obr./min | 5,9 s              | 250 km/h           | 9,4 l                     |

## Trzecia generacja

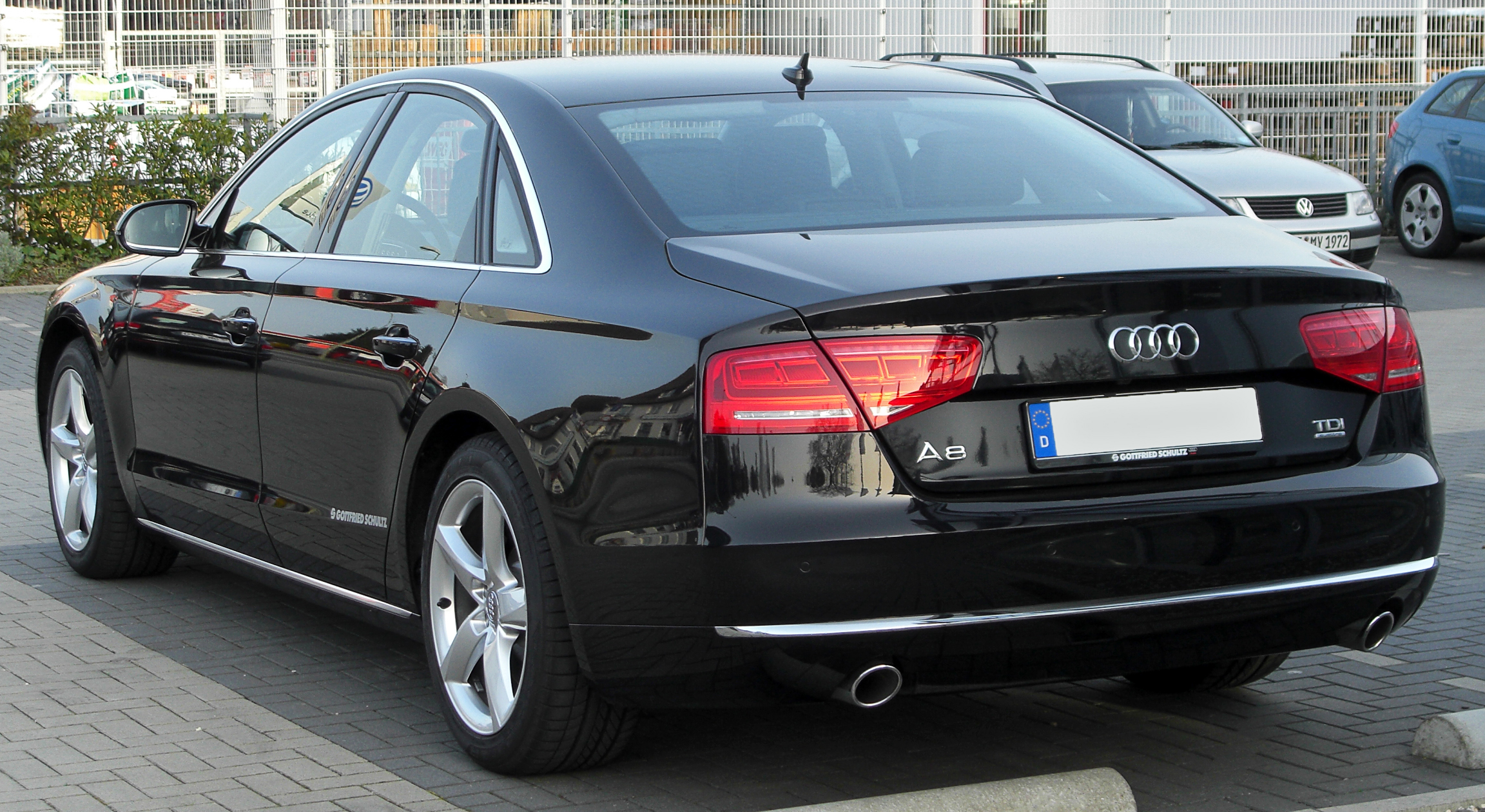
Audi A8 III (D4) – tył

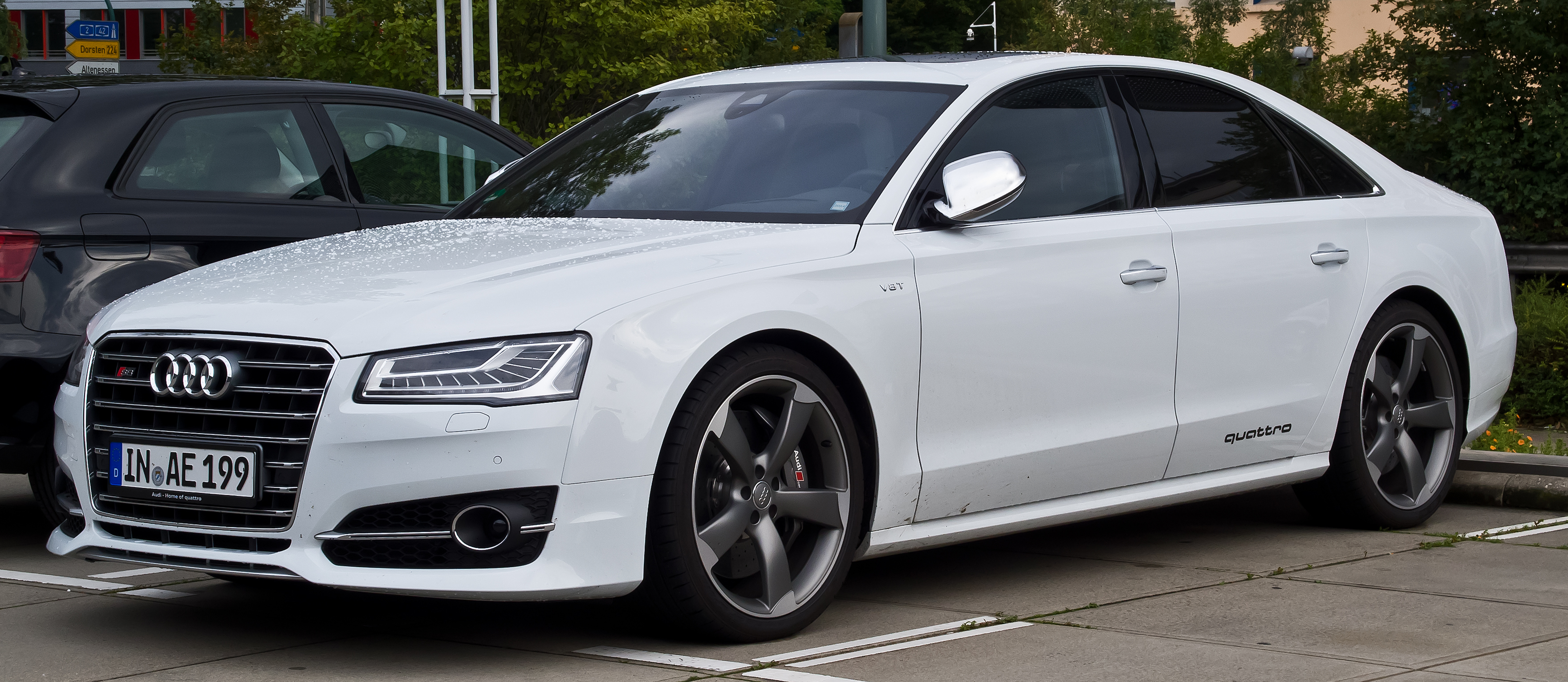
Audi S8 III (D4) po liftingu

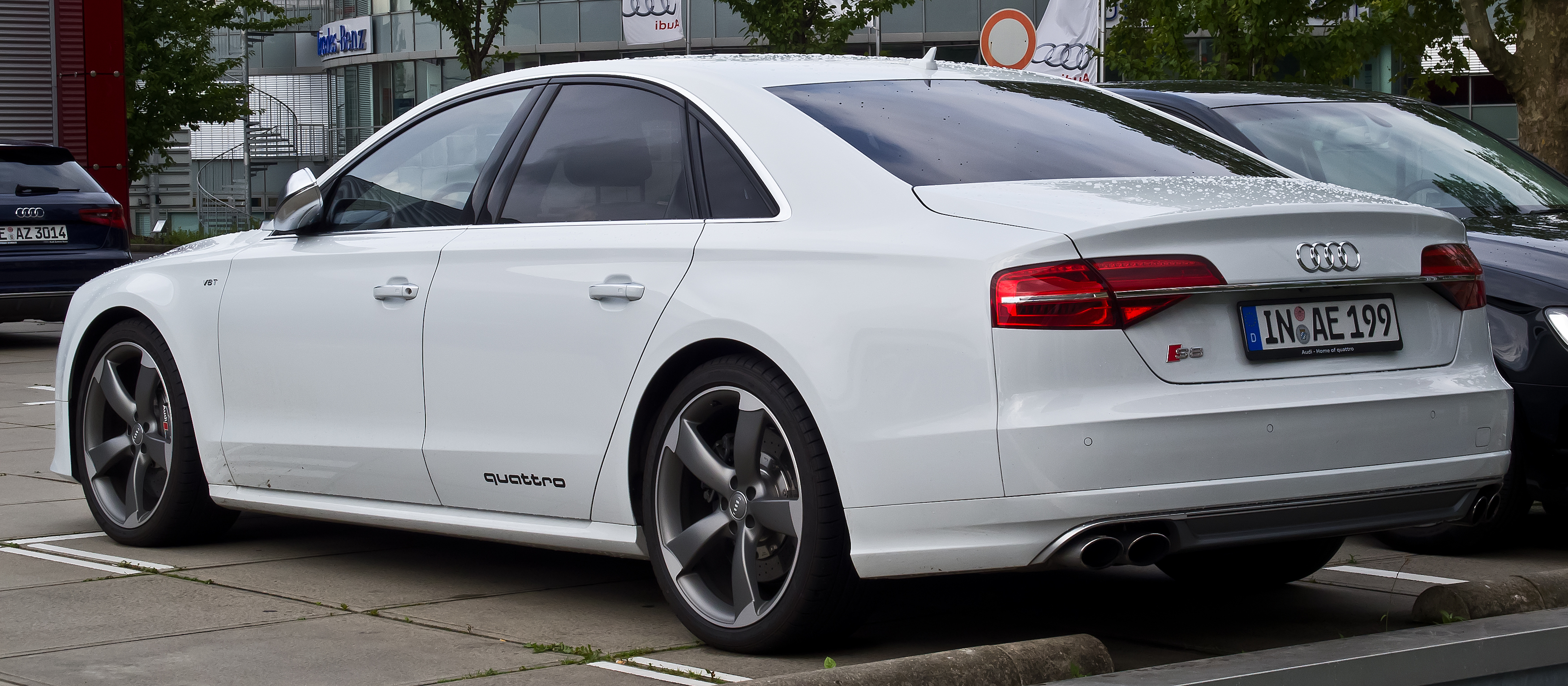
Audi S8 III (D4) – tył po liftingu

Audi A8 III zostało zaprezentowane po raz pierwszy w listopadzie 2009 roku.
A8 trzeciej generacji oznaczone symbolem D4 został zaprezentowany jesienią 2009, a trafił do produkcji zimą 2009 roku. A8 D4 oparte zostało na płycie podłogowej MBL opracowanej przez koncern Volkswagen Group, wykorzystana została także technologia Audi Space Frame znana z poprzednich generacji A8. Dzięki temu pojazd jest najlżejszym modelem z napędem AWD w swoim segmencie, najlepiej wypada także zużycie paliwa.
Gamę jednostek napędowych stanowią trzy silniki benzynowe oraz dwa wysokoprężne. Podobnie jak w przypadku poprzednich generacji, dostępna jest także wersja z przedłużanym rozstawem osi (A8L). W zwykłych warunkach napęd quattro zapewnia przeniesienie 60% momentu obrotowego na oś tylną, gdy wymaga tego sytuacja wartość ta może wzrosnąć do 80% (lub do 60% dla osi przedniej).
Wiosną roku 2012, na rynku pojawiło się Audi A8 hybrid (dostępne także w wersji wydłużonej), wyposażone w silnik 2.0 TFSI i silnik elektryczny, wytwarzające wspólnie moc systemową 180 kW (245 KM). Chłodzony powietrzem akumulator litowo-jonowy, umieszczony z tyłu pojazdu, umożliwia osiągnięcie wyłącznie na napędzie elektrycznym maksymalnej prędkości 100 km/h lub pokonanie odcinka trzech kilometrów ze stałą prędkością 60 km/h. Średnio, Audi A8 hybrid zużywa na 100 km 6,3 l paliwa.
W 2013 roku debiutowało A8 po liftingu. Zmieniono znacznie przednią i tylną część samochodu, zastosowano mocniejsze silniki, które mają zużywać mniej paliwa. W samochodzie zastosowano kilka nowinek technicznych, m.in. wykonane w technologii LED nowatorskie kierunkowskazy, które stopniowo się zapalając, wskazują kierunek skrętu, oraz LED-owe reflektory z systemem doświetlania zakrętów opartym na danych z GPS i żaluzjami zasłaniającymi wybrane punkty świetlne, w razie wykrycia przez kamerę innego pojazdu. Diodowa technika Audi Matrix oparta jest na podziale przednich reflektorów samochodu na szereg małych, pojedynczych diod, współpracujących z połączonymi szeregowo soczewkami lub elementami odblaskowymi. Zarządzane szybkim sterownikiem reagują na sytuację na drodze, włączając się lub wyłączając, bądź też zmieniając intensywność światła. Dzięki temu zawsze precyzyjnie doświetlają drogę oświetlając maksymalnie duży obszar, bez użycia mechanizmu regulującego położenie reflektorów. Podczas jazdy specjalna kamera zidentyfikuje pojazdy nadjeżdżające z przeciwka, a reflektory Audi Matrix automatycznie dostosują zasięg i moc świateł drogowych, wyłączając odpowiednie zespoły diod. System pracuje tak, by nie oślepiać kierowców nadjeżdżających z naprzeciwka lub wyprzedzanych pojazdów, a dobrze oświetlać przestrzeń pomiędzy samochodami. Im bliżej znajduje się nadjeżdżający pojazd, tym więcej diod wyłącza się lub przyciemnia.  Po zakończeniu manewru wyprzedzania, światła drogowe wracają do świecenia pełną mocą, na nowo włączając przyciemnione wcześniej sekcje diod.
Równocześnie z A8 po liftingu niemiecki koncern zaprezentował najmocniejszą wersją S8. Model ten napędzany jest 520-konnym silnikiem 4.0 TFSI i przyspiesza do 100 km/h w 4.2 s.
W 2013 roku producent zaprezentował wersję Audi A8 W12 Exclusive, która została wyprodukowana w 50 egzemplarzach. Samochód wyposażono w 500-konny silnik W12 o pojemności 6 litrów. Ponadto model był dostępny tylko w wariancie przedłużonym, zaś całą produkcją zajęła się spółka-córka quattro GmbH, odpowiedzialna za produkcję samochodów wyczynowych i sportowych wersji modeli seryjnych.
W połowie stycznia 2014 roku Audi zaprezentowało fabryczną wersję opancerzoną A8 L Security stworzoną z myślą o najbardziej wymagających klientach. Samochód spełnia wymogi odporności balistycznej VR7 – nadwozie i szyby wytrzymują ostrzał z amunicji przeciwpancernej stosowanej przez wojska NATO. Auto ma też specjalnie ukształtowaną podłogę, która zapewnia ochronę przed improwizowanymi ładunkami.
We wrześniu 2015 na salonie we Frankfurcie zadebiutowało A8 L Security o odporności podniesione do klasy VR9, co oznacza zwiększoną odporność na wybuchy.
W tym samym czasie debiutowało Audi S8 Plus. Samochód cechuje się większą mocą niż „zwykłe” S8. Jednostka 4,0 l TFSI V8 Biturbo generuje 605 KM mocy i maksymalny moment obrotowy 700 Nm, który w trybie overboost sięga nawet 750 Nm.
W Europie co czwarte sprzedawane A8 to wersja Lang. W USA przedłużone wersje stanowią 75 proc. wolumenu sprzedaży, w Chinach 100 proc. W Polsce w wersji Lang z salonu wyjeżdża co trzecie Audi A8.
Audi A8 (w wersji 3.0 TFSI) to najlżejsza limuzyna z napędem na cztery koła w swojej klasie. Waży 1830 kg.

### Dane techniczne
Źródło
|                                                    | 2.0 TFSI hybrid (L)                                                   | 3.0 TFSI (L)                          | 3.0 TFSI (L)                          | 4.2 FSI (L)                           | 4.0 TFSI (L)                          | 4.0 TFSI (L)                          | 4.0 TFSI (S8)                         | 4.0 TFSI (S8 plus)                    | 6.3 FSI L                                           |
| -------------------------------------------------- | --------------------------------------------------------------------- | ------------------------------------- | ------------------------------------- | ------------------------------------- | ------------------------------------- | ------------------------------------- | ------------------------------------- | ------------------------------------- | --------------------------------------------------- |
| Dostępność dla zamawiających:                      | 04/2012–08/2013 od 12/2013                                            | 06/2010–08/2013                       | od 09/2013                            | 12/2009–04/2012                       | 04/2012–08/2013                       | od 09/2013                            | od 04/2012 do 2017                    | od 2016 do 2017                       | 01/2011–08/2013 od 01/2014                          |
| Rodzaj napędu:                                     | Napęd hybrydowy                                                       | Napęd silnikiem benzynowym            | Napęd silnikiem benzynowym            | Napęd silnikiem benzynowym            | Napęd silnikiem benzynowym            | Napęd silnikiem benzynowym            | Napęd silnikiem benzynowym            | Napęd silnikiem benzynowym            | Napęd silnikiem benzynowym                          |
| Rodzaj silnika:                                    | Rzędowy, z wtryskiem bezpośrednim, uzupełniony silnikiem elektrycznym | Widlasty z wtryskiem bezpośrednim     | Widlasty z wtryskiem bezpośrednim     | Widlasty z wtryskiem bezpośrednim     | Widlasty z wtryskiem bezpośrednim     | Widlasty z wtryskiem bezpośrednim     | Widlasty z wtryskiem bezpośrednim     | Widlasty z wtryskiem bezpośrednim     | Widlasty o układzie typu W z wtryskiem bezpośrednim |
| Doładowanie silnika:                               | Turbosprężarka                                                        | Kompresor                             | Kompresor                             | –                                     | Dwie turbosprężarki                   | Dwie turbosprężarki                   | Dwie turbosprężarki                   | Dwie turbosprężarki                   | –                                                   |
| Cylindry/zawory:                                   | 4/16                                                                  | 6/24                                  | 6/24                                  | 8/32                                  | 8/32                                  | 8/32                                  | 8/32                                  | 8/32                                  | 12/48                                               |
| Pojemność silnika:                                 | 1984 cm³                                                              | 2995 cm³                              | 2995 cm³                              | 4163 cm³                              | 3993 cm³                              | 3993 cm³                              | 3993 cm³                              | 3993 cm³                              | 6299 cm³                                            |
| Moc maksymalna/przy liczbie obrotów na min.−1:     | 180 kW (245 KM)/                                                      | 213 kW (290 KM)/ 4850–6500            | 228 kW (310 KM)/ 5200–6500            | 273 kW (372 KM)/ 6800                 | 309 kW (420 KM)/ 5000                 | 320 kW (435 KM)/ 5100–6000            | 382 kW (520 KM)/ 6000                 | 445 kW (605 KM)/ 6100                 | 368 kW (500 KM)/ 6200                               |
| Maksymalny moment obrotowy przy liczbie obrotów−1: | 480 Nm/                                                               | 420 Nm/ 2500–4850                     | 440 Nm/ 2900–4750                     | 445 Nm/ 3500                          | 600 Nm/ 1500–4500                     | 600 Nm/ 1500–5000                     | 650 Nm/ 1700–5500                     | 750 Nm/ 2500- 5500                    | 625 Nm/ 4750                                        |
| Rodzaj napędu, standardowo:                        | Napęd na przednią oś                                                  | Napęd na 4 koła quattro               | Napęd na 4 koła quattro               | Napęd na 4 koła quattro               | Napęd na 4 koła quattro               | Napęd na 4 koła quattro               | Napęd na 4 koła quattro               | Napęd na 4 koła quattro               | Napęd na 4 koła quattro                             |
| Skrzynia biegów, standardowo:                      | Automatyczna, 8-biegowa tiptronic                                     | Automatyczna, 8-biegowa tiptronic     | Automatyczna, 8-biegowa tiptronic     | Automatyczna, 8-biegowa tiptronic     | Automatyczna, 8-biegowa tiptronic     | Automatyczna, 8-biegowa tiptronic     | Automatyczna, 8-biegowa tiptronic     | Automatyczna, 8-biegowa tiptronic     | Automatyczna, 8-biegowa tiptronic                   |
| Masa własna pojazdu:                               | 1945–1995 kg                                                          | 1905–1955 kg                          | 1905–1955 kg                          | 1910–1960 kg                          | 1970–2020 kg                          | 1995–2050 kg                          | 2050–2065 kg                          | 1990–2065 kg                          | 2130–2150 kg                                        |
| Maksymalna ładowność:                              | 600–650 kg                                                            | 650–690 kg                            | 650–690 kg                            | 650–690 kg                            | 650 kg                                | 650 kg                                | 600 kg                                | 600 kg                                | 600 kg                                              |
| Przyspieszenie od 0 do 100 km/h:                   | 7,7–7,9 s                                                             | 6,1–6,2 s                             | 5,7–5,9 s                             | 5,7–5,8 s                             | 4,6–4,7 s                             | 4,5–4,6 s                             | 4,1–4,2 s                             | 3,6 s                                 | 4,6–4,7 s                                           |
| Prędkość maksymalna:                               | 228–235 km/h                                                          | 250 km/h (ograniczona elektronicznie) | 250 km/h (ograniczona elektronicznie) | 250 km/h (ograniczona elektronicznie) | 250 km/h (ograniczona elektronicznie) | 250 km/h (ograniczona elektronicznie) | 250 km/h (ograniczona elektronicznie) | 250 km/h, za dopłatą 280 lub 305 km/h | 250 km/h (ograniczona elektronicznie)               |
| Spalanie na 100 km w cyklu mieszanym:              | 6,2–6,4 l E95                                                         | 8,8–9,3 l E95                         | 7,8–7,9 l E95                         | 9,5–9,7 l E95                         | 9,4–9,5 l E95                         | 9,1–9,2 l E95                         | 9,6–10,1 l E98                        | 9,8– 10,0 l E98                       | 11,3–12,4 l E95                                     |
| Emisja CO2 w cyklu mieszanym:                      | 144–149 g/km                                                          | 204–217 g/km                          | 183–184 g/km                          | 219–224 g/km                          | 219–221 g/km                          | 213–216 g/km                          | 225–235 g/km                          | 231 g/km                              | 264–290 g/km                                        |
| Norma emisji spalin wg klasyfikacji UE:            | Euro 6 do 08/2013: Euro 5                                             | Euro 5                                | Euro 6                                | Euro 5                                | Euro 5                                | Euro 6                                | Euro 6 do 08/2013: Euro 5             | Euro 6 do 08/2013: Euro 5             | Euro 6 do 08/2013: Euro 5                           |

|                                                            | 3.0 TDI                                                 | 3.0 TDI (L) | 3.0 TDI clean diesel (L)                                | 4.2 TDI (L)                                             | 4.2 TDI clean diesel (L)                                |
| ---------------------------------------------------------- | ------------------------------------------------------- | --- | ------------------------------------------------------- | ------------------------------------------------------- | ------------------------------------------------------- |
| Dostępność dla zamawiających:                              | 08/2011–04/2013                                         | 06/2010–08/2013                                                                                                 | od 09/2013                                              | 12/2009–08/2013                                         | od 09/2013                                              |
| Rodzaj napędu:                                             | Silnik wysokoprężny                                     | Silnik wysokoprężny                                                                                             | Silnik wysokoprężny                                     | Silnik wysokoprężny                                     | Silnik wysokoprężny                                     |
| Rodzaj silnika:                                            | Widlasty z wtryskiem Common Rail, filtr cząstek stałych | Widlasty z wtryskiem Common Rail, filtr cząstek stałych                                                         | Widlasty z wtryskiem Common Rail, filtr cząstek stałych | Widlasty z wtryskiem Common Rail, filtr cząstek stałych | Widlasty z wtryskiem Common Rail, filtr cząstek stałych |
| Doładowanie silnika:                                       | Turbosprężarka                                          | Turbosprężarka                                                                                                  | Turbosprężarka                                          | Turbosprężarka                                          | Turbosprężarka                                          |
| Cylindry/zawory:                                           | 6/24                                                    | 6/24 | 6/24                                                    | 8/32                                                    | 8/32                                                    |
| Pojemność silnika:                                         | 2967 cm³                                                | 2967 cm³ | 2967 cm³                                                | 4134 cm³                                                | 4134 cm³                                                |
| Moc maksymalna/przy liczbie obrotów na min.−1:             | 150 kW (204 KM)/3750–4500                               | 184 kW (250 KM)/4000–4500                                                                                       | 190 kW (258 KM)/4000–4250                               | 258 kW (350 KM)/4000                                    | 283 kW (385 KM)/3750                                    |
| Maksymalny moment obrotowy/przy liczbie obrotów na min.−1: | 400 Nm/1250–3500                                        | 550 Nm/1500–3000                                                                                                | 580 Nm/1750–2500                                        | 800 Nm/1750–2750                                        | 850 Nm/2000–2750                                        |
| Rodzaj napędu, standardowo:                                | Napęd na przednią oś                                    | Napęd na 4 koła quattro                                                                                         | Napęd na 4 koła quattro                                 | Napęd na 4 koła quattro                                 | Napęd na 4 koła quattro                                 |
| Skrzynia biegów, standardowo:                              | automatyczna, 8-biegowa tiptronic                       | automatyczna, 8-biegowa tiptronic                                                                               | automatyczna, 8-biegowa tiptronic                       | automatyczna, 8-biegowa tiptronic                       | automatyczna, 8-biegowa tiptronic                       |
| Masa własna pojazdu:                                       | 1870 kg                                                 | 1915–1965 kg | 1955–2010 kg                                            | 2070–2120 kg                                            | 2115–2170 kg                                            |
| Maksymalna ładowność:                                      | 710 kg                                                  | 650–730 kg | 650–690 kg                                              | 625–665 kg                                              | 625–665 kg                                              |
| Przyspieszenie od 0 do 100 km/h:                           | 7,9 s                                                   | 6,1–6,2 s | 5,9–6,1 s                                               | 5,5–5,6 s                                               | 4,7–4,9 s                                               |
| Prędkość maksymalna:                                       | 235–239 km/h                                            | 250 km/h (ograniczona elektronicznie)                                                                           | 250 km/h (ograniczona elektronicznie)                   | 250 km/h (ograniczona elektronicznie)                   | 250 km/h (ograniczona elektronicznie)                   |
| Spalanie na 100 km w cyklu mieszanym:                      | 5,9–6,0 l ON                                            | 6,4–6,6 l ON | 5,9–6,0 l ON                                            | 7,4–7,8 l ON                                            | 7,4–7,5 l ON                                            |
| Emisja CO2 w cyklu mieszanym:                              | 155–158 g/km                                            | 169–176 g/km | 155–158 g/km                                            | 195–204 g/km                                            | 194–197 g/km                                            |
| Norma emisji spalin wg klasyfikacji UE:                    | Euro 5                                                  | Euro 5/Euro 6 Euro 5 w wersji 3.0 TDI quattro tiptronic, Euro 6 w wersji 3.0 TDI clean diesel quattro tiptronic | Euro 6                                                  | Euro 5                                                  | Euro 6                                                  |

## Czwarta generacja

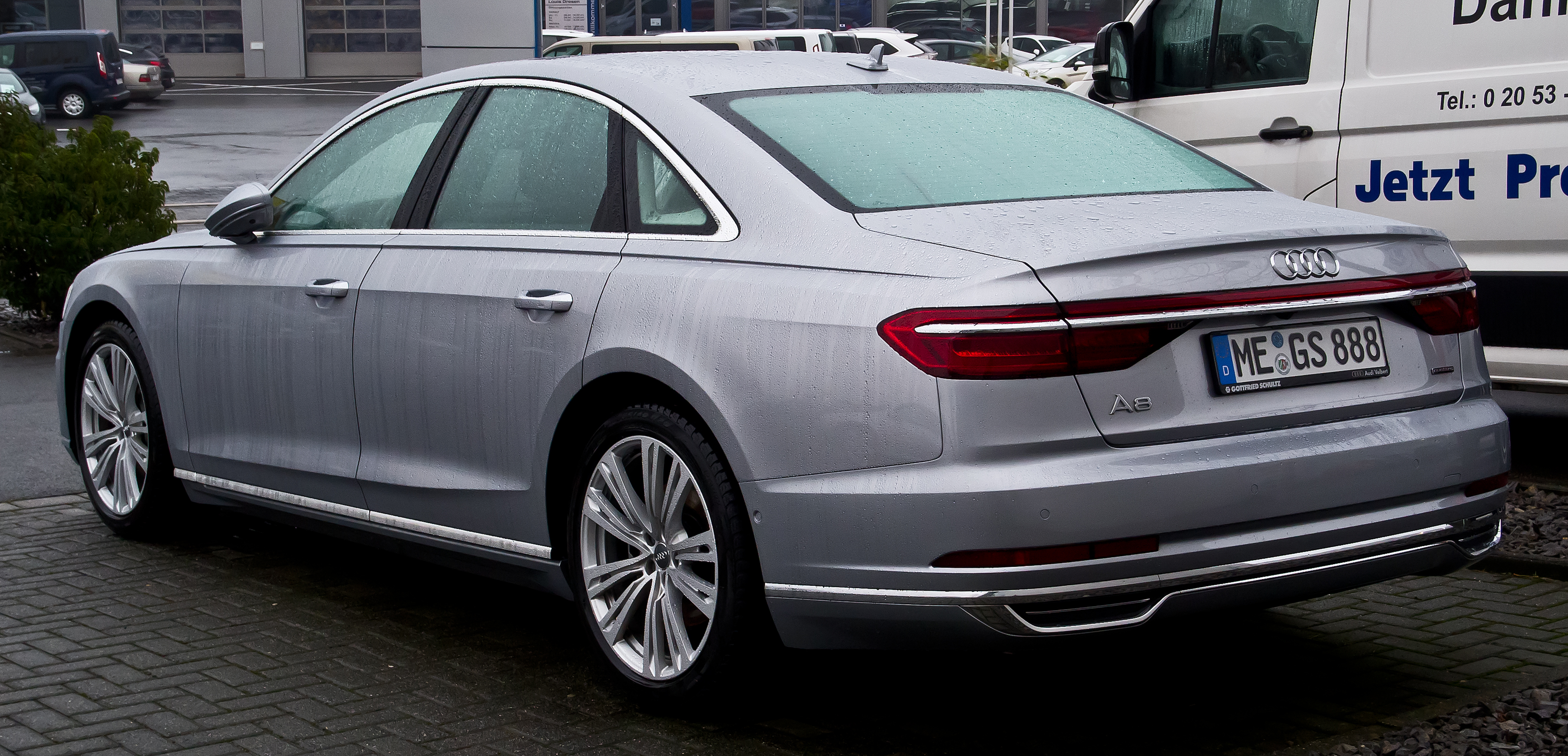
Audi A8 IV (D5) – tył

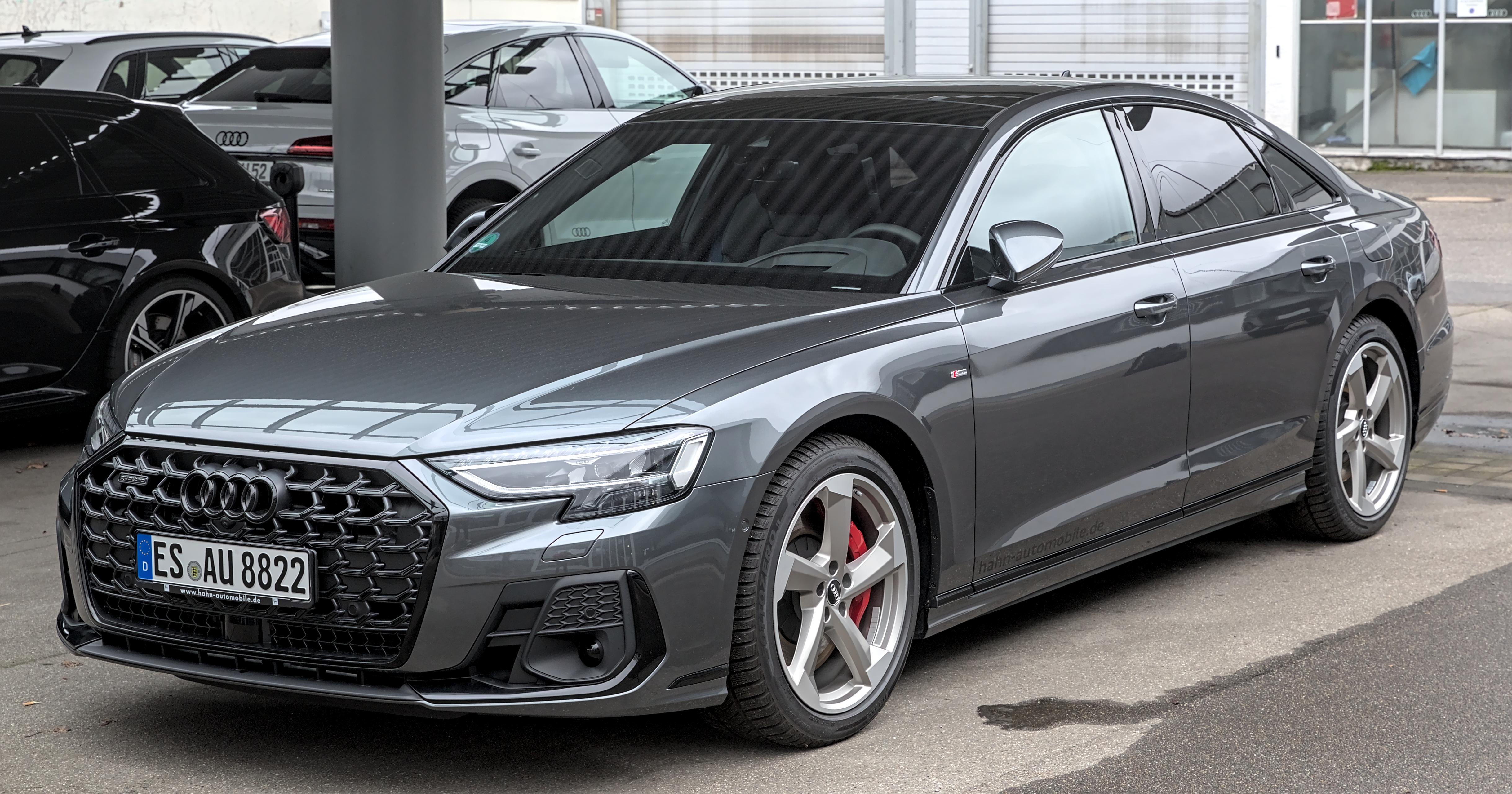
Audi A8 IV (D5) po liftingu

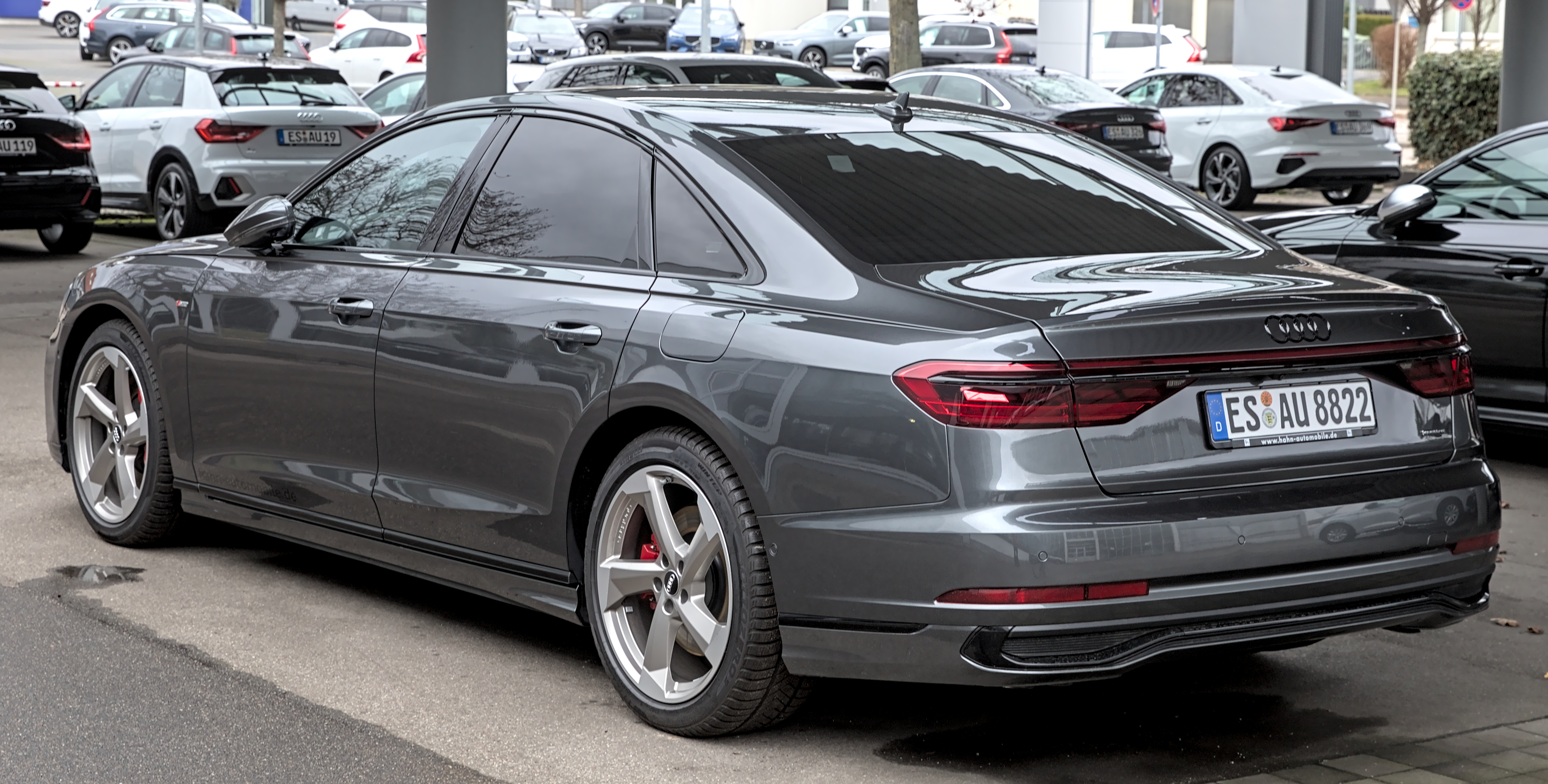
Audi A8 IV (D5) – tył po liftingu

Audi A8 IV zostało zaprezentowane po raz pierwszy w 2017 roku.
A8 czwartej generacji oznaczone kodem fabrycznym D5 oficjalnie zadebiutowało w lipcu 2017 roku w Barcelonie. Polska premiera modelu miała miejsce pod koniec 2017 roku. Czwarta generacja Audi A8 jest nieco większa i lżejsza od poprzednika oraz wyróżnia się designem typowym dla nowych modeli Audi z dużą, sześciokątną osłoną chłodnicy. Nowe Audi A8 to pierwszy model marki, w którym wprowadzono w pełni dotykową obsługę systemu multimedialnego. Ponadto Audi A8 to jeden z pierwszych na świecie samochodów produkcji seryjnej, stworzonych z myślą o autonomicznej jeździe.
W 2021 roku samochód przeszedł lifting. Osłona chłodnicy Singleframe jest teraz szersza, a jej grill zdobi chromowana rama rozszerzająca się ku górze. Boczne wloty powietrza są ustawione bardziej pionowo, a ich stylistyka została odświeżona tak samo jak w przypadku reflektorów, których dolna krawędź tworzy teraz wyrazisty kontur po stronie zewnętrznej. W części tylnej dominują szerokie, chromowane klamry, spersonalizowana sygnatura świateł z cyfrowymi elementami OLED i ciągły, podzielony na segmenty pas świateł. Wkładka dyfuzora z poziomymi przetłoczeniami została zaprojektowana na nowo i delikatnie zaakcentowana. Audi S8 wyposażono w cztery zoptymalizowane pod kątem przepływu spalin rury wydechowe w okrągłych osłonach – to element typowy dla Audi typu S, jeden z charakterystycznych detali sportowej stylistyki auta. Poza wersją bazową, Audi oferuje klientom zewnętrzny pakiet stylizacyjny „chrom” oraz – po raz pierwszy w A8 – nowy pakiet stylistyki zewnętrznej S line. Ten ostatni nadaje części przedniej dynamicznego charakteru i jeszcze bardziej odróżnia ją od modelu bazowego. Wyraziste krawędzie w obszarze bocznych wlotów powietrza stanowią uzupełnienie widoku z przodu – podobne stosuje się w modelu S8. Jeszcze większą wyrazistość zapewnia dodatkowy pakiet wykończenia w czerni. Próbnik kolorów lakierów A8 zawiera jedenaście barw, w tym nową metaliczną zieleń district, błękit firmament, szarość Manhattan i błękit ultra. Nowością w Audi A8 jest również pięć matowych kolorów wykończenia – szarość daytona, srebro floret, zieleń district, szarość terra i biel glacier. W programie Audi exclusive auto jest lakierowane w kolorze wybranym przez klienta.

### Silniki
| Wersja                | Silnik:             | Moc maksymalna:                      | Maks. moment obrotowy:           | 0-100 km/h:        | V-max:             | Zużycie paliwa:    |
| Silniki benzynowe:    | Silniki benzynowe:  | Silniki benzynowe:                   | Silniki benzynowe:               | Silniki benzynowe: | Silniki benzynowe: | Silniki benzynowe: |
| --------------------- | ------------------- | ------------------------------------ | -------------------------------- | ------------------ | ------------------ | ------------------ |
| 55 TFSI               | V6, 3,0l (2995 cm³) | 340 KM (250 kW), przy 5000 obr./min. | 500 Nm, przy 1750-4500 obr./min. | 5,6 s              | 250 km/h           | 8,3-8,0l / 100km   |
| 60 TFSI               | V8, 4,0l (3996 cm³) | 460 KM (338kW), przy 5500 obr./min.  | 660 Nm, przy 1850-4500 obr./min  | 4,4 s              | 250 km/h           | 12,6-12,0l/100km   |
| S8 TFSI               | V8, 4,0l (3996 cm³) | 571 KM (420 kW), przy 6000 obr./min. | 800 Nm, przy 2050-4500 obr./min. | 3,8 s              | 250 km/h           | 11,9l / 100km      |
| Silniki wysokoprężne: |                     |                                      |                                  |                    |                    |                    |
| 50 TDI                | V6 3,0l (2967 cm³)  | 286 KM (210 kW) przy 3700 obr./min.  | 600 Nm, przy 1250-3250 obr./min. | 5,9 s              | 250 km/h           | 6,1-5,7l / 100km   |
| 60 TDI                | V8 4,0 l (3956 cm³) | 435 KM (320kW) przy 3750 obr./min.   | 900 Nm, przy 1250-3250 obr./min. | 4,4 s              | 250 km/h           | 7,2l / 100km       |

### Wyposażenie
Audi A8 D5 może zostać doposażone w reflektory przednie HD Matrix LED ze światłami laserowymi wraz ze światłami tylnymi w technice OLED. Jak przystało na samochód segmentu F Audi może mieć długą listę wyposażenia, na której może znaleźć się m.in. ogrzewane podparcia w przednich i tylnych drzwiach oraz ogrzewany podłokietnik środkowy z przodu i z tyłu, a fotele z przodu, jak i z tyłu mogą mieć funkcje wentylacji czy masażu, by podnieść komfort w tylnej części kabiny można zamówić podwójne fotele wtedy samochód z 5 osobowego staje się 4 osobowy. Dodatkowo można zamówić lodówkę między tylnymi siedzeniami. A8 może zostać również wyposażone w asystenta jazdy nocnej, w dynamiczny układ kierowniczy wszystkich kół z tylną osią skrętną, w kamerę 3D z widokiem poza pojazdem czy 48V układ elektryczny „mild hybrid”.